# Carta igienica

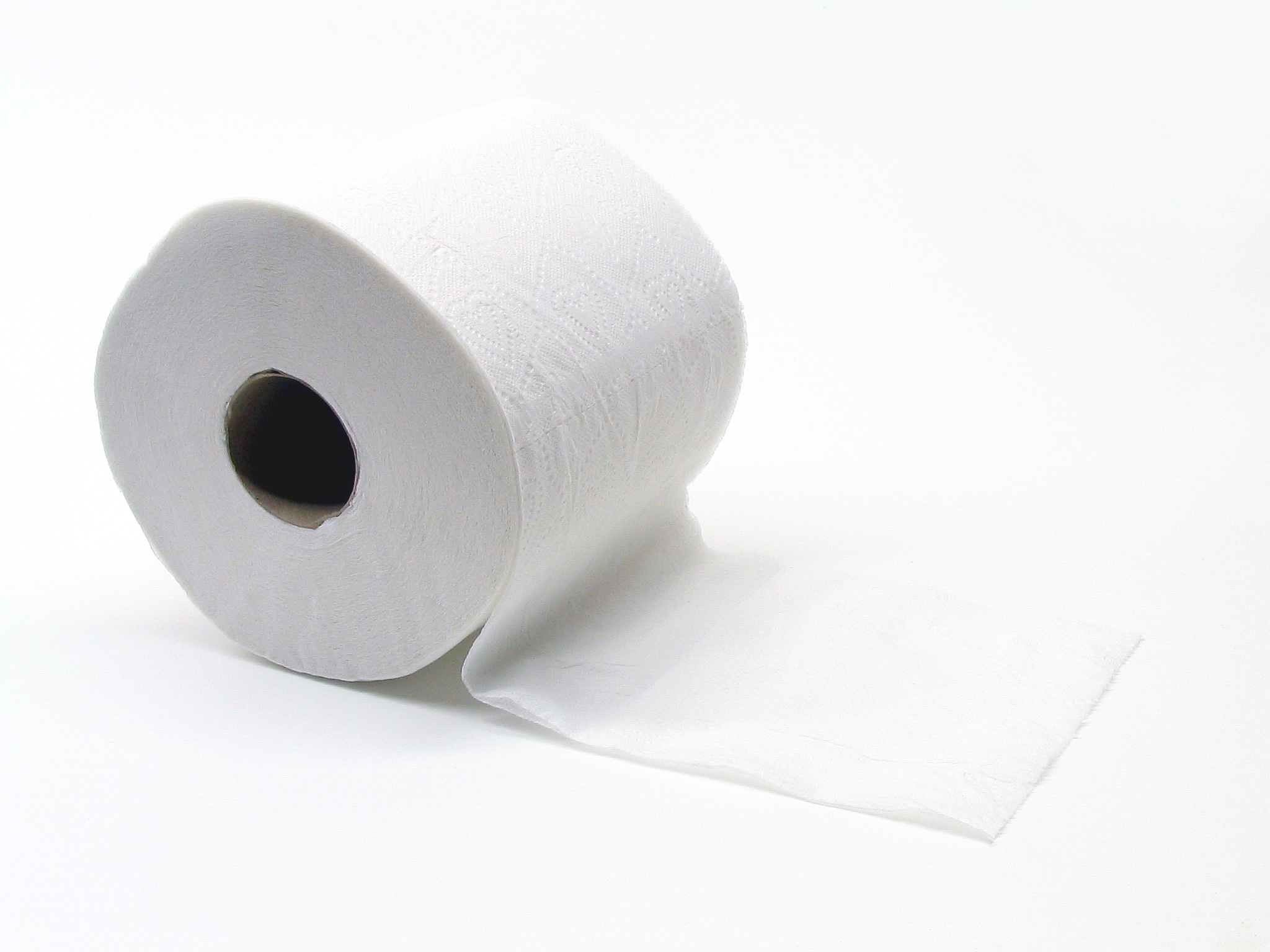
Un rotolo di carta igienica.

La carta igienica è un prodotto in carta utilizzato per una sommaria pulizia anale e igiene intima in generale.
La sua composizione differisce dagli altri tipi di carta (ad esempio quella utilizzata per i fazzoletti monouso) perché è in grado di disfarsi rapidamente a contatto con l'acqua impedendo l'ostruzione dei condotti di scarico e di decomporsi più rapidamente nelle fosse biologiche dove presenti.

## Storia

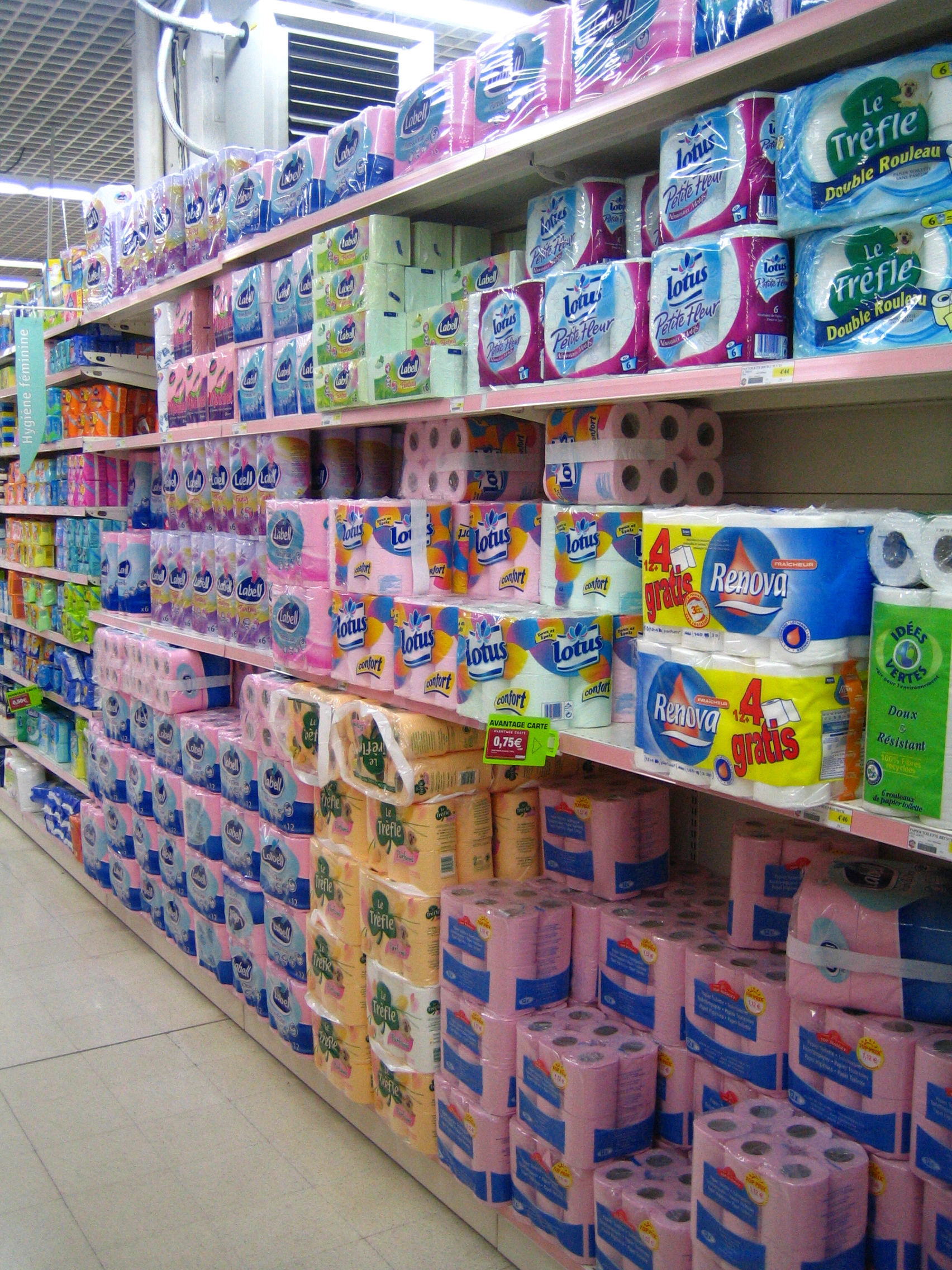
Carta igienica nei supermercati

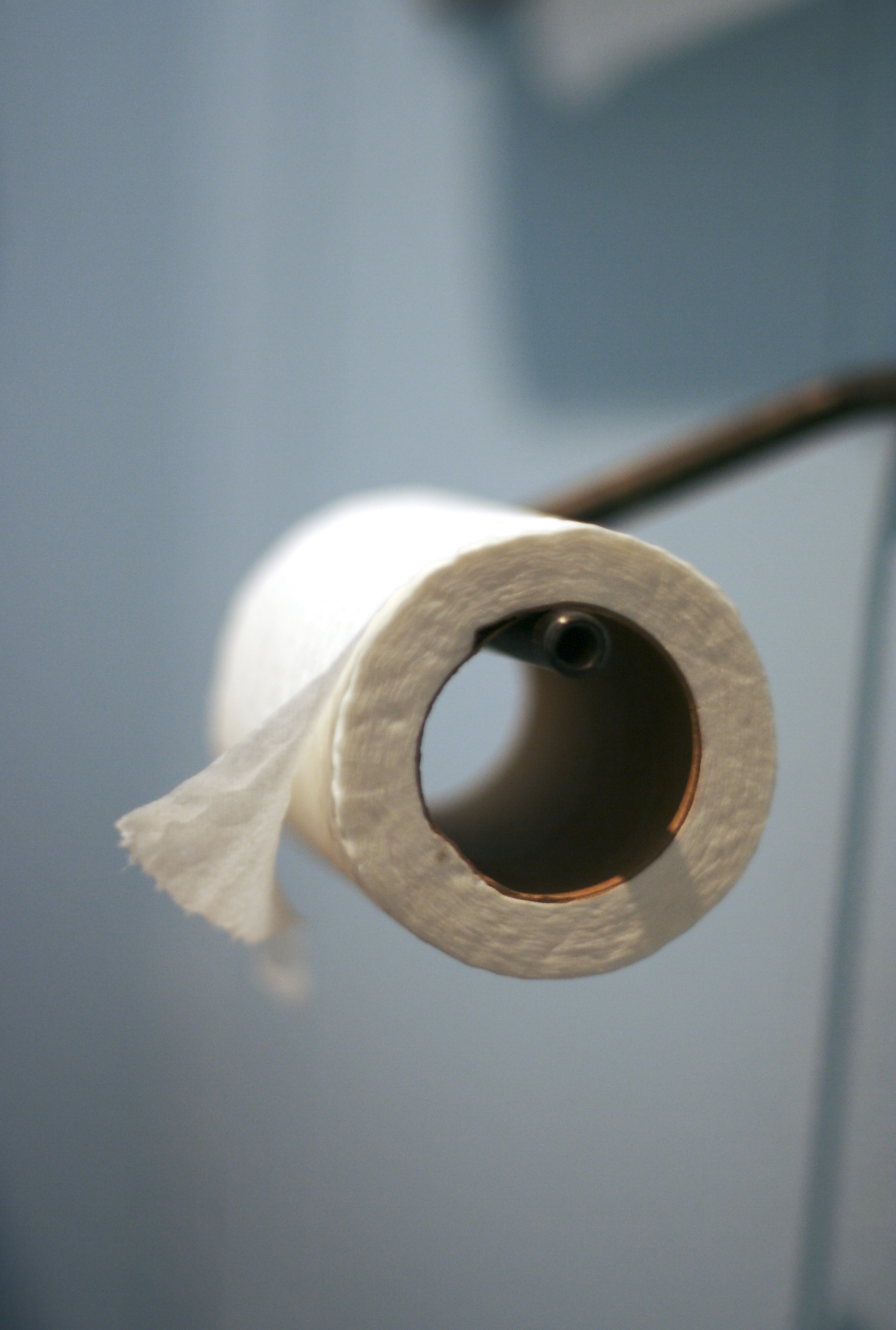
L'orientamento "davanti"

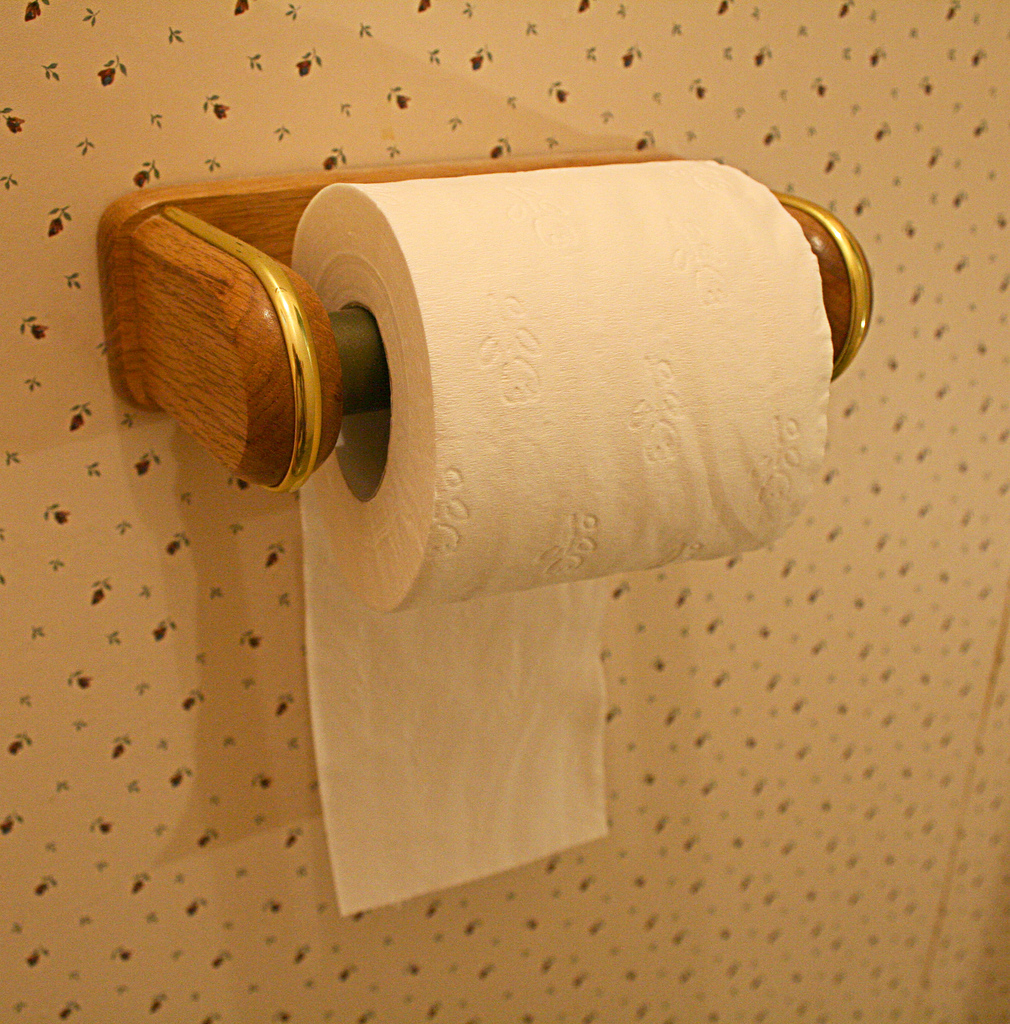
L'orientamento "di dietro"

Le prime tracce dell'utilizzo della carta igienica risalgono al XIV secolo in Cina ad utilizzo della famiglia imperiale. Prima della sua diffusione in Occidente, i Romani usavano il Tersorium e i Greci gli ancora più grezzi Pessoi o Ostraka.
Nel 1857 negli Stati Uniti d'America viene prodotta industrialmente la prima carta per uso esclusivamente igienico da un tal Joseph Gayetty, il cui nome era stampato su ogni singolo foglio e poi nel 1879 la Scott Paper Company a Philadelphia nello Stato della Pennsylvania, mette in commercio la prima carta igienica in rotoli continui, seguiti poco dopo da quelli suddivisi in fogli, uniti tra loro da perforazioni in modo da poterli strappare e utilizzare singolarmente.
Nel 1942 viene prodotta nel Regno Unito la prima carta a doppio velo, la St. Andrew's Paper Mill, primo prodotto ad avere una carta più soffice e robusta.
Più recentemente, il formato più diffuso è il rotolo bianco a doppio velo goffrato, ma sono disponibili sul mercato rotoli colorati o decorati, profumati o a più veli (fino a cinque). Le misure standard del taglio sono 126 mm di altezza e 97 mm di larghezza. Sono disponibili anche rotoli caratterizzati da decorazioni come fumetti, barzellette, scudetti di squadre di calcio e volti di personaggi politici (con evidente scopo satirico). Esistono anche carte inumidite per la sostituzione del bidet, con emollienti come l'aloe e antisettiche, ma hanno una differente composizione del materiale (che include anche fibre tessili), in modo da risultare molto più resistenti.
Questa produzione richiede complessivamente il consumo di circa 42~52 milioni di tonnellate di legname per anno, corrispondenti a circa 400-500 milioni di alberi di medie dimensioni abbattuti ogni anno per questo consumo.

## L'uso nel Mondo

### Italia
Precedentemente alla carta, nei gabinetti della penisola, si potevano trovare dei brani di stoffa; ne attesta la diffusione Giovanni Della Casa nel 1558 che, nella sua pubblicazione Galateo overo de' costumi, li definiva "pezze degli agiamenti". Ancora prima, nel XIV secolo, nei gabinetti dei conventi, si utilizzavano per scopi igienici pezzi di vecchie tonache.
Nel XVIII secolo si diffuse l'uso di piccoli foglietti di carta, definiti all'epoca "carta per usi igienici"; alcuni ventagli da donna celavano nel manico un apposito scomparto all'interno del quale le signore potevano riporre alcuni di questi fogli.
Con la diffusione della stampa, la carta dei giornali assolse anche alle necessità di pulizia fino all'invenzione della carta igienica che, in Italia, fu considerata un lusso fino alla seconda metà del XX secolo, fino a quando non divenne un prodotto di uso popolare, inserita nel Dizionario Garzanti della lingua italiana nel 1965 con l'attuale significato.

### Russia
Durante l'Unione Sovietica questo prodotto di uso quotidiano (Туалетная бумага, Tualetnaja bumaga) è stato al centro di leggende metropolitane alimentate dalla sua difficile reperibilità sul mercato; la sua distribuzione prioritaria era riservata agli hotel frequentati da stranieri e alle istituzioni elitarie. Una barzelletta sosteneva che il motivo della scarsa disponibilità fosse dovuta al fatto che i rotoli venivano dirottati alle industrie alimentari per la produzione di salame, in particolare del popolare e diffusissimo "salame del dottore" (doktorskaja kolbasa). Un'altra diceria affermava che le tirature dei quotidiani fossero sostenute dall'utilizzo alternativo della loro carta. Nei gabinetti pubblici e non, infatti, era impossibile trovare carta igienica, sostituita da svariati tipi di fogli di carta tagliati in forma triangolare per ridurne lo spreco.

## Orientamento della carta igienica
Una curiosa questione, oggetto di studi sociologici e dibattiti di costume (in particolar modo nei paesi anglosassoni), legata all'uso della carta igienica è quella dell'orientamento del rotolo posto nel portarotolo.
Considerando un portarotolo il cui asse orizzontale sia parallelo al muro, la carta può pendere sopra e davanti al rotolo stesso, posizionamento "davanti", oppure sotto e dietro ad esso, posizionamento "di dietro".
La scelta, quando non è casuale, risponde in massima parte a preferenze personali dettate dalle abitudini o dalla comodità.
Nel 2015 si è ritrovato il brevetto del 1891 di Seth Wheeler, le cui illustrazioni mostrano l'estremità del rotolo all'esterno, ovvero "davanti" (il che comunque era la posizione migliore per creare delle illustrazioni chiare dell'oggetto brevettato).

## Tipologie di carta igienica

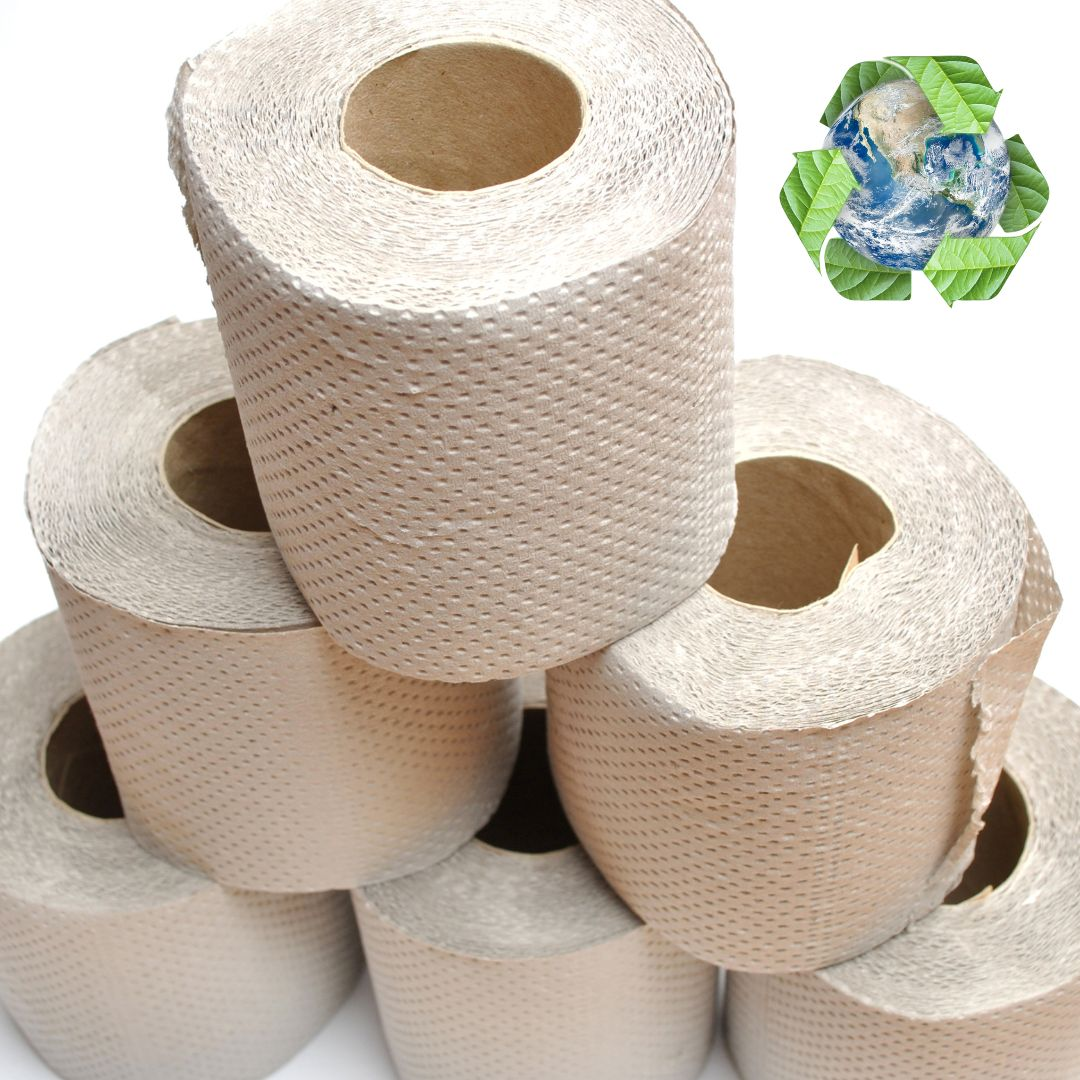
Carta igienica riciclata

La carta igienica è disponibile in una vasta gamma di tipologie, pensate per rispondere a differenti esigenze di comfort, sostenibilità e prezzo. Le varianti più comuni si distinguono per numero di veli (da uno a quattro o più), che incidono su morbidezza, resistenza e assorbenza. Esistono versioni profumate, colorate o con decorazioni, così come carte dermatologicamente testate per pelli sensibili. Sempre più diffuse sono le carte igieniche ecologiche, realizzate con materiali riciclati o fibre provenienti da foreste gestite in modo sostenibile, spesso certificate FSC o Ecolabel. Alcuni prodotti sono specificamente progettati per dissolversi rapidamente in acqua, risultando adatti a sistemi fognari delicati o a toilette chimiche. Infine, accanto alla carta igienica tradizionale in rotoli, esistono alternative come i fazzoletti igienici umidificati, pensati per un’igiene più accurata.